# 紳士服量販店
紳士服量販店（しんしふくりょうはんてん）とは、主に背広（男性の衣服の一種）を多く仕入れて安く売ることを行う大型の小売店である。「紳士服」という用語は紳士服量販店でのみ使われるもので、通常は「背広」「スーツ」と呼ばれる。近年は女性向けの商品を置く店も多いため、「衣料品量販店」と呼ばれていることもある。
80年代までは中小チェーンが多く見られたが、90年代以降に合従連衡が進み、現在は大手チェーンによる寡占化が進んでいる。少子高齢化の影響で競争は激化しており、各チェーンは（閉店後店舗の活用のために）子会社を作り他業種参入するなどの動きも見られる。
各チェーンともSPA化が進み、製品企画から販売までを一手に担っている。
流通大手もSPA方式の紳士服販売を手がけており、過去にはダイエーが「ロベルト」ブランドを展開したほか、現在もイオングループや西友が格安の紳士服を販売している。

## 販売方法
着用することがほぼ可能な状態のまま、サイズごとにまとめて展示し（いわゆる「吊るし」）、セルフ販売を行う。試着することも可能である。店員が接客することもあるが、テーラー（仕立屋）のように採寸から引き渡しまで客に密着して行うことは少なく、客はあらかじめ自らの身長や体型を把握し、それに見合ったサイズの品を自分で選ぶ。
ただし客の体型によっては、そのままでは裾が長すぎることがあり、この場合は店員に告げて裾上げを行う（多くは有料）。またジャケットへの名入れなどのサービスも、有料で行われることもある。

## 取り扱い品目
背広をはじめ、ワイシャツ、ネクタイ、革靴、ベルト、コート、ネクタイピンなどビジネスマンの着用するものはほとんど扱う。冠婚葬祭用の礼服（いわゆるブラックスーツ）も販売する。
カジュアル用途の衣服を扱っていることも多く、背広を販売しないカジュアル専門業態を置くチェーンもある。
近年は女性用のリクルートスーツ（ジャケット、スカートもしくはスラックス）や靴も各チェーンで取り扱っており、就職活動シーズンを中心に販促活動が行われる。

## 販売施策
- 2着目割引 - 2着目を買わせるために半額まで割り引く手法が行われたが、それが極端に進み、現在は2着目が1000円前後と、ほぼ無料同然となるケースが多い（事実上、1着が2着分の価格）。
- 下取り - スーツを下取りし、割引券を発行して買い換え購入を促進する。他社で買ったものでも極端に劣化していない限り下取りする。
- ポイントカード
- ダイレクトメール

## 主なチェーン
- 洋服の青山（青山商事）
  - スーツスクエア
- AOKI（AOKIホールディングス）
  - ORIHICA(オリヒカ)
- コナカ
  - スーツセレクト
- はるやま（はるやま商事）
  - パーフェクトスーツファクトリー
- ONLY（オンリー）
- タカキュー
- サカゼン（坂善商事）
- エフワン
- 銀座山形屋
- はるやまチェーン